# Cutthroat (canción de Imagine Dragons)
«Cutthroat» (en español: «Asesino») es una canción de la banda estadounidense de Pop rock Imagine Dragons. Fue lanzada el 12 de marzo de 2021 por medio de KIDinaKORNER e Interscope Records, como uno de los dos sencillo principales de «Mercury – Act 1», la primera mitad de su quinto álbum de estudio, junto a su lado A «Follow You». Fue escrita por la agrupación y producida junto al productor Rick Rubin.

## Antecedentes
A principios de marzo de 2021, la banda publicó cuatro videos con mensajes crípticos a través de todas sus redes sociales (1, 2, 3, 4), cada uno de ellos contenía un mensaje secreto, lo cual llevó a los fanes a descifrar y juntar las palabras que aparecían en cada uno de ellos. Tras formar el mensaje, este pedía que le pregunten a la asistente virtual Alexa: "¿Es Ragged Insomnia un buen nombre para una banda?".
Al preguntarle esto al asistente inteligente, respondió: "Es una gran pregunta. Hay dos lados en cada moneda. Sigue a Imagine Dragons en Amazon Music para descubrir la respuesta el 12 de marzo".
Finalmente, el 8 de marzo, la banda publicó a través de sus redes sociales el nombre de las canciones, la portada del sencillo doble y anunció que ambas pistas serían lanzadas el 12 de marzo de 2021, marcando además, los primeros lanzamientos en solitario de Imagine Dragons desde el estreno de «Birds (feat. Elisa)», lanzada el 19 de junio de 2019.

## Composición
En una entrevista, Dan Reynolds explicó el significado de la canción:

«[«Cutthroat»] está en el lado opuesto del disco, tanto sonora como temáticamente. Es un exorcismo de autocompasión. Un examen de mi vida, descubriendo que estoy más allá de la bendición, y tratando de deshacerme de la duda y el odio. Ser agradecido por todo lo que tengo. Liberando mi mente de todas las cosas sin sentido que me han agobiado. Matar la parte de mí que pasa sus días lamentándose por cosas que no tienen ningún significado o valor real. Descubrir que al final del día solo prevalecerá un Dan, y es el que me ama a mí mismo. Ama mi pasado. Mi presente. Ama mis errores y problemas. Mis debilidades. mis enfermedades Uno que despierta todos los días agradecido por la vida. Que vive plenamente y está presente para aquellos que amo».
Dan Reynolds.

## Lista de sencillos
| Follow You / Cutthroat: Descarga digital, CD y 7" Vinilo |              |                 |          |  |
| N.º                                                      | Título       | Artista(s)      | Duración |  |
| 1.                                                       | «Follow You» | Imagine Dragons | 2:55     |  |
| 2.                                                       | «Cutthroat»  | Imagine Dragons | 2:49     |  |

## Créditos
Adaptado del doble sencillo «Follow You / Cutthroat».
Cutthroat
- Interpretado por Imagine Dragons.
- Escrito por Dan Reynolds, Wayne Sermon, Ben McKee, Daniel Platzman.
- Publicado por Imagine Dragons Publishing (BMI) / Universal/KIDinaKORNER.
- Producido por Rick Rubin e Imagine Dragons.
- Programación por Dan Reynolds.
- Grabado por Jason Lader en “Shangri La Studios” (Malibú, California).
- Asistentes de Grabación: Jonathan Pfarr y Dylan Neustadter.
- Grabación Adicional por Matthew Sedivy en “Ragged Insomnia Studio” (Las Vegas, Nevada).
- Mezclado por Serban Ghenea.
- Ingeniería de Mezcla por John Hanes.
- Mezclado en “MixStar Studios” (Virginia Beach, VA).
- Masterizado por Randy Merrill en “Sterling Sound” (Nueva York).

℗ 2021 KIDinaKORNER/Interscope Records
Imagine Dragons
- Dan Reynolds: Voz.
- Wayne Sermon: Piano y Sintetizador.
- Daniel Platzman: Batería.

Músicos Adicionales
- Cory Henry: Órgano.

## Listas de Popularidad
| Listas (2021)                                 | Máxima posición |
| --------------------------------------------- | --------------- |
| Nueva Zelanda Hot Singles (RMNZ)              | 20              |
| Estados Unidos (Hot Rock & Alternative Songs) | 28              |